# Mendidius rutilinus
Mendidius rutilinus är en skalbaggsart som beskrevs av Edmund Reitter 1892. Mendidius rutilinus ingår i släktet Mendidius och familjen Aphodiidae. Inga underarter finns listade i Catalogue of Life.